# Torre de la Casa Nova
La Torre de la Casa Nova és una obra de Viladrau (Osona) inclosa a l'Inventari del Patrimoni Arquitectònic de Catalunya.

## Descripció
Edifici de planta rectangular (22x11) cobert a quatre vessants, i assentat en el pendent del terreny. Consta d'uns baixos, planta, dos pisos i un cos de planta absidal (8x5), que consta de planta i una terrassa amb galeria a la façana S. La majoria d'emmarcaments de les obertures són d'estuc simulant carreus. La façana E presenta a la planta un portal rectangular central i quatre finestrals rectangulars; al primer pis cinc finestres rectangulars; i cinc més de petites i quadrades al segon pis, totes elles distribuïdes simètricament. La façana S presenta a la planta (sector E), un portal rectangular i una finestra amb forjat sota la galeria, la qual presenta al primer pis, quatre finestrals i un portal central, tots ells amb arc carpanell, i està coberta a tres vessants; el cos absidal presenta un portal rectangular a la façana E, i cinc finestretes d'arc de mig punt també a la planta, i una terrassa al primer pis; al segon pis quatre finestres quadrades. La façana O presenta als baixos un portal central amb barbacana i cinc finestres rectangulars laterals; a la planta un finestral d'arc de mig punt, i quatre finestres rectangulars; al primer pis quatre finestres rectangulars i quatre de quadrades al segon. La façana N presenta un cos de porxo adossat, amb quatre pilars a la planta, al primer pis i a la terrassa. Presenta a la planta (façana), tres portals rectangulars amb emmarcaments de totxo i arc de descàrrega, i dues baranes de ferro entre els pilars laterals; al primer pis tres portals iguals als de la planta, i barana de ferro a tot vol; al segon pis (terrassa) dues finestres i un portal rectangular.

## Història
Torre del segle XX utilitzada com a habitatge de segona residència, i situada als afores del poble (actualment degut al creixement, ja que es considera gairebé en el nucli urbà del poble). És important remarcar la importància de Viladrau com a centre d'estiueig i segona residència, iniciada a finals del segle xix, i que en la primera meitat del segle xx, esdevingué lloc de reunió de diversos intel·lectuals i escriptors. Degut a això es van construir un gran nombre de xalets, hotels i torres residencials entre els quals hi podem incloure la Torre de la Casa Nova.